# Le Gâvre
Le Gâvre (bretonska: Ar C'havr) eller är en kommun i departementet Loire-Atlantique i regionen Pays de la Loire i nordvästra Frankrike. Kommunen ligger i kantonen Blain som tillhör arrondissementet Châteaubriant. År 2022 hade Le Gâvre 1 880 invånare.

## Befolkningsutveckling
Antalet invånare i kommunen Le Gâvre
| Referens: INSEE |